# Осипов Юрій Сергійович
Юрій Сергійович Осипов (рос. Юрий Сергеевич Осипов; народився 7 липня 1936, Тобольськ) — російський математик і механік, президент Російської академії наук з 1991 р. (останній раз переобраний на цей пост 30 травня 2008 р., затверджений Указом Президента РФ від 9 червня 2008 р.), дійсний член РАН (1987), директор Математичного інституту ім. В. А. Стєклова РАН з 1993 р.

## Біографія
Народився в місті Тобольськ; закінчив механіко-математичний факультет Уральського державного університету (м. Свердловськ, нині Єкатеринбург) в 1959 р., доктор фізико-математичних наук, професор, 1961–1969 — аспірант, асистент, доцент Уральського державного університету, з 1969 р. працював в Інституті математики і механіки Уральського відділення АН СРСР, 1986–1993 — директор цього Інституту.

## Наукова та громадська діяльність
Основні напрямки наукової діяльності: теорія управління, теорія стійкості, теорія диференціальних рівнянь та їх застосування, член Ради Безпеки РФ, голова Міжвідомчої експертної комісії з космосу, голова Комісії з Державних премій в галузі науки і техніки при Президентові РФ, член Ради при Президентові РФ з реалізації пріоритетних національних проектів і демографічної політики, заступник голови Ради при Президентові РФ з науки, технологій та освіти, член Ради та президії Ради при Президентові РФ з розвитку інформаційного суспільства в Російській Федерації, член Урядового ради з нанотехнологій, співголова Президії Незалежної організації «Громадянське суспільство» та Національного фонду «Суспільне визнання», член Президії Національної Цивільної Комітету по взаємодії з правоохоронними, законодавчими і судовими органами, автор понад 150 наукових робіт, член редколегій журналів «Доповіді РАН», «Вісті РАН», «Технічна кібернетика», «Автоматика і телемеханіка», «Диференціальні рівняння», «Наука в Росії», головний редактор журналу «Обчислювальна математика і математична фізика», голова редколегії щорічника «Наука і людство», почесний редактор міжнародного журналу Nonlinear World, почесний член Російської академії мистецтв, член Американського математичного товариства, Почесний доктор Бар-Іланського університету (Ізраїль), член Вашингтонської академії мистецтв і наук (США), почесний член Вірменської академії наук, почесний член Монгольської академії наук, іноземний член Національної академії наук України.

## Нагороди
Посвячений в Лицарі Ордена Білого Хреста Всесвітньої конфедерації Лицарів (Сідней, Австралія), Почесний доктор університету Сантьяго (Чилі), лауреат Ленінської премії (1976), Державної премії РФ в галузі науки і техніки (1993), премії ім. Святих Кирила і Мефодія (2001), заснованої Московською патріархією і Слов'янським фондом за внесок у зміцнення слов'янського братерства, удостоєний державних нагород, у тому числі ордена «За заслуги перед Вітчизною» I ступеня (2006); нагороджений золотою медаллю ім. Л. Ейлера за видатні результати в галузі математики та фізики (1997), Кавалер Золотого Почесного знаку «Суспільне визнання» (2004), удостоєний Золота медаль імені В. І. Вернадського НАН України, лауреат премії «Людина року» та нагороди «Срібний хрест» Російського біографічного інституту (1999).